# Marion Woodman
Marion Jean Woodman (ur. 15 sierpnia 1928, zm. 9 lipca 2018) – kanadyjska autorka, poetka, psychoanalityczka jungowska, inicjatorka ruchu BodySoulRythms. W pracy koncentrowała się przede wszystkim na teorii Carla Gustava Junga. W Polsce ukazały się do tej pory jej cztery książki: Świadoma kobiecość, Uzależnienie od doskonałości, Wyniszczony Oblubieniec, oraz Ciężarna dziewica. Do innych znanych jej książek należą: Bone: Dying into Life czy Leaving my Father's House.

## Wczesne życie i edukacja
Woodman urodziła się 15 sierpnia 1928 w Londynie, Ontario jako trzecia z trójki rodzeństwa. Matka Ila pochodziła z rodziny Phinnów, a ojciec Andrew Boa był pastorem. Gdy  miała trzy lata, jej matka zachorowała na gruźlicę i przez kilka lat nie mogła zajmować się ani córką, ani domem, przez co gros obowiązków spadł na małą Marion. Ponadto przez wiele lat pomagała ojcu w sprawach parafialnych.
Woodman ukończyła studia z literatury angielskiej na Uniwersytecie Western Ontario. Później studiowała psychologię w Instytucie C.G. Junga w Zurychu w Szwajcarii.
Marion w czasie studiów, przed ukończeniem trzydziestego roku życia cierpiała na anoreksję, co miało silny wpływ na jej póxniejszą działalność i twórczość, stając się podłożem do utworzonego przez nią pojęcia "uzależnienie od doskonałości". Jak pisze Małgorzata Kalinowska, psychoanalityczka jungowska i tłumaczka jej książek: "Twórczość Marion Woodman wywodzi się z rozwoju osobistego, w którym autorka poszukiwała punktów spotkania i połączeń pomiędzy kulturowo rozdzielonymi wymiarami istnienia. Widoczne jest to w jej pisarskim stylu – nie ma w nim typowego dla współczesności rozdzielenia pomiędzy wymiarami intelektu, ducha, emocji i ciała. W charakterystyczny dla siebie sposób – kolisty i spiralny, a jednocześnie praktyczny i często ironiczny – prowadzi czytelniczki i czytelników przez doświadczenia dobrze im znane, pokazując, jak to, co wydaje się nie do przezwyciężenia, znajduje nowy wymiar w świetle teorii psychologii jungowskiej, literatury i sztuki".

## Praca naukowa
Woodman przez ponad dwadzieścia lat uczyła języka angielskiego w szkole średniej i prowadziła zajęcia teatralne. Między dwudziestym a trzydziestym rokiem życia zachorowała na anoreksję. Z tego powodu wzięła urlop naukowy i wraz z mężem i udała się najpierw do Indii, a następnie do Anglii, gdzie zainteresowała się teoriami Carla Junga. Rozpoczęła analizę u kolegi Junga, E.A. Benneta. Następnie zapisała się do Instytutu CG Jung w Zurychu, w gdzie w roku 1979 uzyskała tytuł analityczki jungowskiej.
Jej praca dyplomowa The Owl was a Baker's Daughter została wydana nakładem Inner City Books, wydawnictwa założonego przez jej kolegę Daryla Sharpa. W kolejnej książce, zatytułowanej Uzależnienie od doskonałości (1982) pogłębiła tematykę zaburzeń odżywiania w kontekście kobiecej identyfikacji z patriarchalnym wzorem doskonałości.
Woodman poruszała problematykę kobiecości i męskości, relacji między ciałem i psychiką oraz kwestią uzależnień. Wykładała i prowadziła warsztaty także za granicą. Współpracowała z Thomasem Moore'em, Jill Mellick i Robertem Bly'em.
W 2012 roku w magazynie Mind Body Spirit została wymieniona na setnym miejscu w rankingu  osób o największym wpływie na współczesne życie duchowe Jej zbiór audiowizualnych wykładów, korespondencji i rękopisów znajduje się w Pacifica Graduate Institute, OPUS Archives and Research Center w Santa Barbara w Kalifornii.

## Życie osobiste
Jej mąż Ross Woodman był profesorem na Uniwersytecie Zachodniego Ontario. Jest autorem książek The Apocalyptic Vision in the Poetry of Shelley oraz Sanity, Madness, Transformation: The Psyche in Romanticism, obu opublikowanych przez University of Toronto Press. Ross Woodman zmarł w swoim domu w Londynie (Ontario) 20 marca 2014 r.
Jej młodsi bracia, aktor Bruce Boa i analityk jungowski Fraser Boa, zmarli przed nią.
W listopadzie 1993 roku u Woodmana zdiagnozowano raka macicy. Kolejne dwa lata leczenia raka zapisała w czasopiśmie, który później został opublikowany pod tytułem Bone: Dying to Life. Zmarła w swoim domu w Londynie, Ontario, 9 lipca 2018 roku w wieku 89 lat

## Książki
- The Owl Was a Baker's Daughter : Obesity, Anorexia Nervosa, and the Repressed Feminine, 1980 Inner City Books. ISBN 0-919123-03-1
- Uzależnienie od doskonałości, ISBN: 978-83-955888-2-2[13] Addiction to Perfection: The Still Unravished Bride, 1982 Inner City Books. ISBN 0-919123-11-2
- Ciężarna dziewica, ISBN: 978-83-965425-5-7[14]  ISBN: 83-240-0665-6[15] The Pregnant Virgin: A Process of Psychological Transformation, 1985 Inner City Books. ISBN 0-919123-20-1
- Wyniszczony Oblubieniec, ISBN: 978-83-965425-4-0[16] The Ravaged Bridegroom: Masculinity in Women, 1990 Inner City Books. ISBN 0-919123-42-2
- Leaving My Father's House: A Journey to Conscious Femininity (co-authored with Kate Danson, Mary Hamilton, Rita Greer Allen), 1992 Shambhala Publications. ISBN 0-87773-896-3 (PB edition)
- Świadoma kobiecość, ISBN: 978-83-955888-7-7[17] Conscious Femininity : Interviews With Marion Woodman, 1993 Inner City Books. ISBN 0-919123-59-7
- Dancing in the Flames : The Dark Goddess in the Transformation of Consciousness (co-authored with Elinor Dickson), 1996 Shambhala Publications. ISBN 1-57062-313-9 (PB edition)
- The Maiden King: The Reunion of Masculine and Feminine (co-authored with Robert Bly), November 1998, Henry Holt & Co; ISBN 0-8050-5777-3
- Bone: Dying Into Life, 2000 Viking Compass. ISBN 978-0-670-89374-4
- Sitting by the Well: Bringing the Feminine to Consciousness Through Language, Dreams and Metaphor, 2000 Sounds True (audiobook) ISBN 978-1-56455-803-9
- Coming Home to Myself : Daily Reflections for a Woman's Body and Soul (co-authored with Jill Mellick), April 2001 (paperback ed.) Conari Press(inne języki). ISBN 1-57324-566-6
- The Art of Dreaming, by Jill Mellick (with a foreword by Woodman), 2001 Conari Press(inne języki). ISBN 1-57324-574-7